# 馬克斯·德爾布呂克
馬克斯·路德維希·亨寧·德爾布呂克（德語：Max Ludwig Henning Delbrück，1906年9月4日—1981年3月9日），德裔美籍生物物理學家，1969年諾貝爾生理學或醫學獎的共同獲獎者之一。

## 家族
馬克斯·德爾布呂克出生於德國柏林，父親是柏林大學的歷史學教授漢斯·德爾布呂克；母親則是尤斯圖斯·馮·李比希的孫女。
他的兄弟尤斯圖斯·德爾布呂克（Justus Delbrück）是一名律師，與姊妹埃米·邦赫费尔（Emmi Bonhoeffer），以及姻親克勞斯·邦赫费尔（Klaus Bonhoeffer，同時也是神學家迪特里希·邦赫费尔的兄弟），曾參與抵抗納粹運動。

## 生平與研究

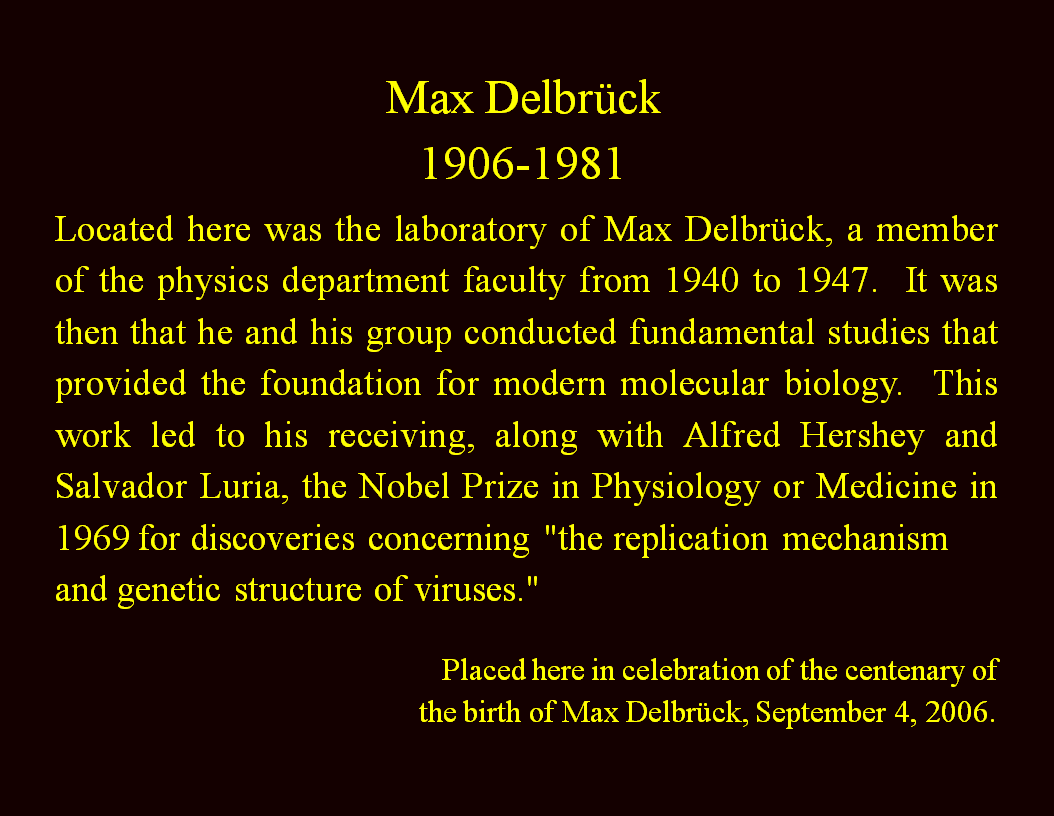
范德堡大学巴特里克大厅的一块纪念牌匾，纪念分子生物学先驱马克斯·德尔布吕克的一生。(参见面貌图)

德爾布呂克原來在哥廷根大學所研讀的科目是天文物理學，後來轉向理論物理學。他在1930年獲得Ph.D學位之後，便周遊於英國、丹麥與瑞士。這段期間，他遇見了沃爾夫岡·包立與尼爾斯·波耳，這兩位對生物學感到興趣的物理學家，使德爾布呂克也開始注意起生物學。他在1930年回到柏林，擔任莉澤·邁特納的助理。
到了1937年，德爾布呂克前往美國，並進入了生物學領域，於加州理工學院研究果蠅的遺傳學。同時也逐漸認識細菌與噬菌體（一類專門感染細菌的病毒）。1939年，他與埃利斯（E. L. Ellis）共同發表了一篇論文，標題為《噬菌體的生長》（The Growth of Bacteriophage），指出這類病毒的繁殖方式為「單一步驟」，而不是如一般細胞生物是以指數成長方式。
1938年，義大利醫師薩爾瓦多·盧瑞亞獲得美國資助，前來參加戴爾布呂克的研究工作。盧瑞亞曾任軍醫，也在醫學院受兩位諾貝爾獎得主指導過，因墨索里尼禁止猶太人從事學術研究，只好逃往巴黎，輾轉到了美國。
1941年，德爾布呂克與瑪莉·布魯斯結婚，兩人育有四名子女。二次大戰結束之後，德爾布呂克留在美國，他在范德堡大學一方面教授物理學，一方面進行遺傳學研究。
1941年，研究员米洛斯拉夫·德米雷克（Milislav Demerec）升职为冷泉港實驗室主任。在其鼓励下实验室开展了利用微生物和噬菌体研究遗传特性的研究。正是在这段时期内，日后的诺贝尔生理学或医学奖得主马克斯·德尔布吕克与萨尔瓦多·卢瑞亚展开了一些噬菌体研究并开设了相关课程。
到了1942年，德爾布魯克與印第安那大學的薩爾瓦多·盧瑞亞（Salvador Luria）指出細菌對病毒的抵抗力，是來自隨機突變，而不是適應上的變異。他們的研究被稱作「盧瑞亞-德爾布呂克實驗」，這項研究利用了數學，來對不同模型作量化預測。
德爾布呂克在1947年回到了加州理工學院，擔任生物學教授直到1977年。1940年代，德爾布呂克在冷泉港實驗室發展了噬菌體遺傳學課程，他促進了一個稱為噬菌體團隊（Phage group）的科學家社群，此團體包括許多早期的分子生物學研究者。
從1950年代起，德爾布呂克應用了生物物理學方法來研究生理學。這段期間他還在科隆大學建立了分子遺傳學研究所。1969年，德爾布呂克與盧瑞亞兩人，以及阿弗雷德·赫希共同獲得了諾貝爾生理學或醫學獎。在同年，兩人又獲得了哥倫比亞大學所頒發的路易莎·格羅斯·霍維茨獎（Louisa Gross Horwitz Prize）。

## 传记
- 德爾布呂克的學生，費雪所著《在費曼之前 :二十世紀的科學簡史》一書，包含二十世紀，愛因斯坦等十三位重要科學家的小傳。其中有德爾布呂克、莉澤·邁特納、以及莉澤·邁特納的指導者路德維希·波茲曼等人[3]。

## 影響
德爾布呂克是從物理學轉向生物學的著名人物，他以物理學為基礎來研究生命現象的思想，刺激了物理學家埃爾温·薛丁格寫下了一本影響後世深遠的著作《生命是什麼？》（What is Life?）。這本書影響了佛朗西斯·克里克、詹姆斯·沃森和莫里斯·威爾金斯等人對DNA的研究。

## 外部連結
- Nobel prize webpage （页面存档备份，存于）
- Delbrück page （页面存档备份，存于） at Cold Spring Harbor Laboratory website.
- Letter from Jim Watson Delbrück was instrumental in getting fellowship support for Watson so that he could stay in Cambridge, play tennis, and discover the rules of nucleotide base pairing in DNA. This is a letter from Watson to Delbrück that describes the discovery.
- Interview with Max Delbrück （页面存档备份，存于） Oral History Project, California Institute of Technology Archives, Pasadena, California.
- Caltech Photo Archives of Max Delbrück
- The Official Site of Louisa Gross Horwitz Prize （页面存档备份，存于）